# Comitatul Montgomery, Maryland
Comitatul Montgomery (în engleză Montgomery County) este un comitat din statul Maryland, Statele Unite ale Americii. Conform recensământului din 2010 avea o populație de 971.777 de locuitori, iar după estimările din 2013 — 1.016.677 de locuitori, fiind cel mai populat comitat din Maryland. Reședința comitatului este orașul Rockville.